# 星界的断章
《星界的断章》（日语：星界の断章（せいかいのだんしょう））是日本作家森岡浩之的短篇小說集，收錄《星界的紋章》與《星界的戰旗》的外傳故事，由早川書房發行，共三本。繁體中文版由尖端出版代理，只發行第一本，譯者K.K.。其中的《誕生》已經動畫化，2000年4月7日在日本WOWOW上放映。

## 概要
森岡浩之的代表作《星界的紋章》與《星界的戰旗》的外傳集。收錄發表在《S-Fマガジン》上的不定期連載、動畫或廣播劇CD等商品的附錄和同人誌上由森岡本人執筆的短篇作品，也有部分收錄成冊時新發表的章節。內容包含本篇沒有詳細描寫的從亞維誕生後到本篇間的重要歷史事件與登場人物的軼事，也有標題打上「超外傳」的自嘲作品。
部分作品被改編成廣播劇和動畫。

### 星界的斷章Ⅰ
日本於2005年7月8日發行（ISBN 4150308020），台灣於2006年12月25日發行（ISBN 9571032913）。
收錄作品：
- 創世

刊載在〈S-Fマガジン〉1999年2月號。
描寫亞維人的原型－「作業生命體」的誕生，和他們決定於母都市訣別的過程。
- 超外傳·嚮宴

發表在同好會「谷甲州黙認FC青年人外協力隊」1997年發行的同人誌〈こうしゅうえいせい・逆境〉。
杰特參觀聞名已久，帝國每年舉行兩次的宴會「索畢克」（日语：ソビーク），在會場碰見拉斐爾的故事。
- 蒐集

刊載在〈S-Fマガジン〉1999年9月號臨時増刊号〈星ぼしのフロンティアへ〉。
亞維在平面宇宙航法發明前的「空間放浪時代」，蒐集由亞諾粒子時的故事。
- 超外傳·哺啜

發表在同好會「亞維人類帝國」（日语：アーヴによる人類帝国）發行的會報〈帝都情報局1〉。
以薩姆森在動畫版才有的臉頰傷疤為題材，講述薩姆森少年時代，狩獵白菜與老虎的故鄉料理故事。
- 君臨

刊載在〈S-Fマガジン〉1997年2月號，之後被改編成廣播劇。
16歲時的史波茹提督，代理母親大公爵職務的故事。
- 超外傳·秘蹟

發表於2000年5月發售的PlayStation遊戲《星界的紋章》附錄。
就讀帝國主計修技館的杰特，碰到傳承眼鏡麻花辮的「班長」（日语：委員長）一族的事情。
- 夜想

發表在〈星界的戰旗 讀本〉（早川書房、2001年 ISBN 4-15-208359-X）。
索巴修行商時代的故事。
- 超外傳·戰慄

發表於2003年9月發售的電腦遊戲《星界的紋章》附錄。
從行商回歸星界軍的索巴修發生的事情。
- 誕生

刊載在〈S-Fマガジン〉1996年8月號，之後被改編成廣播劇和動畫。
杜比斯和普拉奇雅一同探訪太陽系，和拉斐爾誕生相關的故事。
- 暴君

發表在原作者公認的同好會「亞維人類帝國 關西支部」（日语：アーヴによる人類帝国 関西支部）發行的同人誌〈天之遊戲〉（日语：天の遊戯）。
服侍史波茹提督的苦命參謀長－謝思彼，他已故姐姐的故事。
- 接觸

發表在〈星界的紋章 讀本〉（早川書房、1999年 ISBN 4-15-208211-9），之後被改編成廣播劇。
講述亞維發現海德星系的經過。
- 原罪

《斷章Ⅰ》新發表的作品。
亞維親子間口耳相傳，亞維的原罪－「消滅母都市」的故事，之後被改編成廣播劇。

### 星界的斷章Ⅱ
日本於2007年3月9日發行（ISBN 4150308802）。
收錄作品：
- 併呑

發表在2005年10月發售的〈星界的紋章 有聲劇CD BOX〉的附錄，之後被改編成廣播劇。
描寫《紋章Ⅰ》開頭的場景，馬汀行星政府主席洛克·凌成為海德伯爵的過程。
- 嫉妬

發表在〈星界的紋章 Film Book 1〉（ハヤカワ文庫JA 663、2001年 ISBN 415030663X），之後被改編成廣播劇。
描寫海德星系降服後，杰特在渥拉修伯國－戴爾庫圖行星度過的少年時代。
- 着任

發表在2005年12月發售的〈星界的戰旗 有聲劇CD BOX〉的附錄。
時間點在《紋章Ⅲ》的終章開始前，杰特和薩姆森初次見面的劇情。
- 童友

發表在2006年2月發售的〈星界的戰旗Ⅱ 有聲劇CD BOX〉的附錄，之後被改編成廣播劇。
時間點在《戦旗Ⅰ》終章附近，『童戯』的後續，講艾克琉亞和童年玩伴再會的故事。
- 転居

發表在2006年4月發售的〈星界的戰旗Ⅲ 有聲劇CD BOX〉的附錄。
《戦旗Ⅱ》結局後，杰特向前任菲布達胥男爵·斯魯夫請教領地營運方法的故事。
- 謀計

發表在〈星界的紋章 Film Book 3〉（ハヤカワ文庫、2001年 ISBN 4-15-030668-0）。
星界軍特萊夫提督的故事。
- 球技

發表在〈星界的戰旗 Film Book 2〉（ハヤカワ文庫、2001年 ISBN 4-15-030674-5），之後被改編成廣播劇。
描述現任菲布達胥男爵－羅依，就讀修技館前的事情。
- 訣別

發表在〈星界的紋章 Film Book 2〉（ハヤカワ文庫、2001年 ISBN 4-15-030666-4）。
原菲布達胥男爵家家臣－菲格達可佩·葛蕾妲的悲哀過去。
- 童戯

收錄在〈星界的戰旗 Film Book 1〉（ハヤカワ文庫、2001年 ISBN 4-15-030672-9），之後被改編成廣播劇。
艾克琉亞少女時代的故事。
- 祝福

發表在〈星界的戰旗 Film Book 3〉（ハヤカワ文庫、2001年 ISBN 4-15-030678-8），之後被改編成廣播劇。
拉斐爾在慶祝自己獲得修技館入學資格宴會上發生的事情。
- 変転

刊載在〈S-Fマガジン〉2006年4月號。
亞維人類帝國最後與最大的內亂「ジムリュアの乱」（暫譯：吉姆琉亞之亂）的始末。
- 墨守

《斷章Ⅱ》新發表的作品。
在「空間放浪時代」－亞維草創時期的航行紀錄（歷史）消失事件的真相。

### 星界的斷章Ⅲ
日本於2014年3月20日發行（ISBN 978-4-15-031153-7）。
收錄作品：
- 野営
  - 皇族之章－發表在2010年5月28發售的〈EMOTION the Best 星界的紋章 DVD-BOX〉的附錄〈野營〜杜薩紐的情況〉
  - 貴族之章－發表在2010年6月25發售的〈EMOTION the Best 星界的戰旗 DVD-BOX〉的附錄〈野營〜佩妮茱的情況〉
  - 士族之章－發表在2010年7月23發售的〈EMOTION the Best 星界的戰旗II・III DVD-BOX〉的附錄〈野營〜諾如的情況〉

- 出奔

發表在2011年3月25發售的〈星界的斷章廣播劇CD書 with 星界的紋章&星界的戰旗〉附錄。
- 介入

刊載在2013年3月25發售的〈S-Fマガジン〉2013年5月號。
- 誘引

發表在2007年8月社團「饗宴mini女子部」發行的同人誌〈月と星の宴〉。
- 海嘯

刊載在2013年8月25發售的〈S-Fマガジン〉2013年10月號。
- 離合

刊載在2013年11月25發售的〈S-Fマガジン〉2014年1月號，刊載時的標題為「岐路」。
- 来遊

《斷章Ⅲ》新發表的作品。

### 未收錄作品
- 超外傳·宿敵 － 發表於2005年發售的PlayStation 2遊戲《星界的戰旗》附錄。

## 動畫
只有『誕生』被改編成動畫，2000年4月7號在日本WOWOW上播放．之後發行錄影帶與DVD。臺灣地區由博英社代理。
製作人員
- 企画 - 渡辺繁、植田益朗
- 原作：森岡浩之（早川書房刊）
- 監修 - 長岡康史
- 監督、分鏡、演出 - 鍋島修
- 脚本 - 村上ヒロアキ
- 美術指導 - 赤井孝美、江田恵一
- 角色設定 - 渡部圭祐
- 機器設定、作画監督 - 筱雅律
- 美術監督 - 岡田有章
- 色彩設計 - 横山さよ子
- 撮影監督 - 白井久男
- 編集 - 瀬山武司
- 音響監督 - 小林克良
- 音楽 - 服部克久
- 音楽制作 - BeSTACK
- 製作人 - 海部正樹、岩田幹宏、杉田敦、積惟文
- 製作 - 日昇動畫、WOWOW、萬代影視

## 廣播劇
共十篇被改編成廣播劇，分別是『君臨』、『誕生』、『祝福』、『球技』、『童戯』、『嫉妬』、『接触』、『原罪』、『併呑』和『童友』（依發表先後排序）。在2006年，這十篇廣播劇在FM OSAKA上，接在廣播劇《星界の戦旗IV》完結後公開撥放。
- 『君臨』和『誕生』作為星界系列廣播劇的前奏，在2001年以CD的方式發售。之後也收錄在2006年發售的「星界的戰旗II」CD-BOX。
- 『祝福』收錄在2005年10月28日發售的「星界的紋章」CD-BOX的附錄。
- 『球技』收錄在2005年12月22日發售的「星界的戰旗」CD-BOX的附錄。
- 『童戯』收錄在2006年2月24日發售的「星界的戰旗II」CD-BOX的附錄。
- 『嫉妬』收錄在2006年4月28日發售的「星界的戰旗III」CD-BOX的附錄。[5][6]
- 『接触』、『原罪』、『併呑』和『童友』收錄在2011年2月23日發售的〈星界的斷章廣播劇CD書 with 星界的紋章&星界的戰旗〉內[2]。其中『原罪』為發表同年（2006年）去世的聲優鈴置洋孝的遺作。